# زمان (مفهوم فیزیکی)

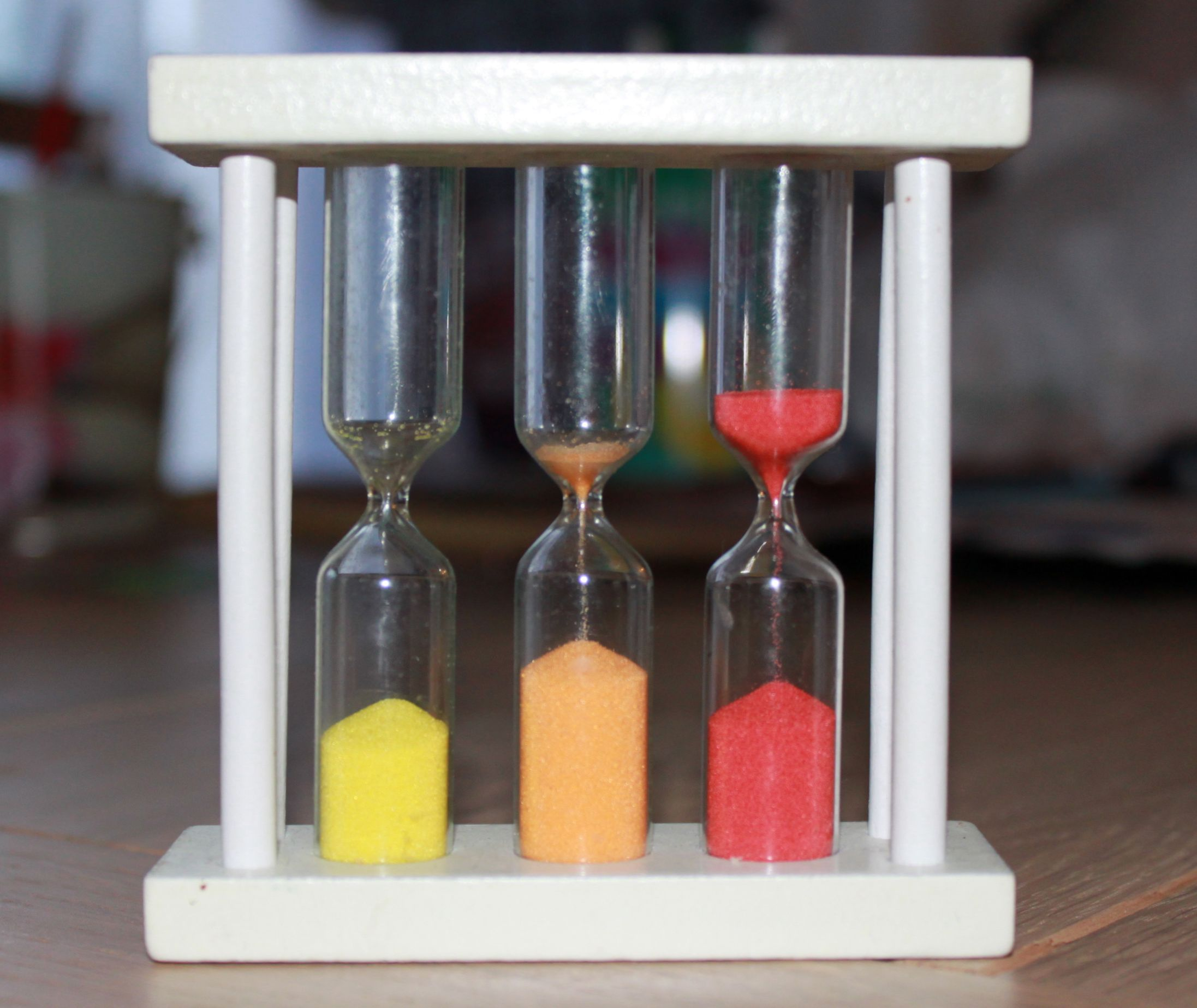
ساعت شنی

زمان در فیزیک (انگلیسی: Time in physics) کمیتی اندازه‌گیری شده‌است، که از یک ساعت خوانده می‌شود. در فیزیک کلاسیک و غیر نسبی‌گرا، زمان نیز مانند سایر کمیت‌ها همچون طول، جرم و بار، یک کمیت نرده‌ای بشمار می‌آید و اغلب به عنوان یک کمیت اساسی تعریف می‌شود. زمان را می‌توان با سایر مقادیر فیزیکی، جمع ریاضی کرد، تا مفاهیم دیگر مانند حرکت، انرژی جنبشی و دامنه‌های زمانی را از آنها استخراج نمود.